# 原生花園
原生花園（げんせいかえん）とは、人為的な手を加えず自然をそのままにした状態でも色鮮やかな花が咲く、湿地帯や草原地帯のこと。独特の植生が見られることで知られ、自然の花畑とも呼べる。
北海道ではオホーツク海沿岸をはじめ、道東から道北にかけて多く分布する。中には小清水原生花園が全国的に有名になったことから、他の地区もイメージアップを図って同様に名乗り始めたものが多い。また、道内以外にも原生花園を名乗る地区があるが、基本的に○○湿原と名乗ることが多い。
小清水原生花園、サロベツ原生花園、ワッカ原生花園が著名。また、原生花園と名乗らないが、霧多布湿原も性質上は原生花園である。

## 全国の原生花園

### 北海道の原生花園
日本海沿岸
金浦原生花園（かなうらげんせいかえん）（天塩郡遠別町）
遠別町市街地より南下。エゾカンゾウが中心。晴天時には遠く利尻富士を望む。
鏡沼海浜公園（かがみぬまかいひんこうえん）（天塩郡天塩町）
原生花園と名乗らないが、性質上は原生花園。エゾスカシユリやエゾカンゾウ、ハマヒルガオなどが見られる。
サロベツ原生花園（天塩郡豊富町）
サロベツ原野を参照。
抜海原生花園（ばっかいげんせいかえん）（稚内市）
稚内市西部抜海地区。日本海を隔てて利尻富士を望む。ハマナス、ハナショウブなどが見られる。近くに展望台。利尻礼文サロベツ国立公園に含まれる。
メグマ原生花園（稚内市）
稚内市中央部、野寒布岬と宗谷岬の中間に位置する。主の住む沼として畏れられていた海跡湖、メグマ沼一帯を指し、手付かずの自然が良好な状態で残されており、ヒオウギアヤメ、エゾカンゾウ、ツルコケモモなど200種の植物が咲く。交通アクセスもよく、観光ガイドに載ることも多い。遊歩道はないが、国道からその自然を散策することができる。
オホーツク海沿岸
エサヌカ原生花園（宗谷郡猿払村）
クッチャロ湖北部のモケウニ沼近辺の湿地帯。エゾカンゾウ、ハマナスなどが見られる。観光化はされていない穴場だが、国道228号が縦貫しているため探勝しやすい。
ベニヤ原生花園（枝幸郡浜頓別町）
クッチャロ湖の北西に展開する原生花園で、オホーツク海沿岸にある原生花園の中でもかなり大規模で観光化も進んでいる。ノハナショウブが特に知られ、夏場には緑の絨毯を一面紫色に染める。その他100種類以上の花が確認される。
オムサロ原生花園（紋別市）
渚滑川河口域に位置する。ハマナスが中心だが、他にエゾスカシユリ、エゾカンゾウなど。オムサロ・ネイチャー・ビューセンターという休憩施設があり、利用しやすい。
コムケ原生花園（小向原生花園）（紋別市）
紋別市東部にあるコムケ湖一帯にある。夏はハマナスやコケモモ、秋はサンゴソウが一面に繁茂し、真っ赤に染める。
鶴沼原生花園（サンゴ岬とも）（紋別郡湧別町）
サロマ湖の西岸にあり、ワッカ原生花園とは海を隔てる。サンゴ岬とも呼ばれる。サンゴソウが一面に繁茂し、真っ赤に染める。サロマ湖原生花園とも。
ワッカ原生花園（北見市常呂町）

能取原生花園（網走市）
能取湖の北岸に位置する。同じくサンゴソウが有名。
小清水原生花園（斜里郡小清水町）

以久科原生花園（いくしなげんせいかえん）（斜里郡斜里町）
斜里町市街地から東の外れにある原生花園。エゾスカシユリ、エゾカンゾウ、ハマナスなどが確認される。さほど観光化されていない。
野付海岸原生花園（野付郡別海町）

北方原生花園（ほっぽう-）（根室市）
根室半島の北岸にある原生花園。ヒオウギアヤメ、ワタスゲ、クロユリのほか、低木のミズナラが見られる。
太平洋岸
霧多布湿原（厚岸郡浜中町）

あやめが原（厚岸郡厚岸町）

豊北原生花園（とよきたげんせいかえん）（十勝郡浦幌町）
十勝川と浦幌十勝川の間に挟まれた湿地帯。ハマナス、コケモモなど300種類以上の植物を確認。観光化もされていない穴場となっている。
大津原生花園・長節原生花園（ちょうぶしげんせいかえん）（中川郡豊頃町）
十勝川と長節湖の間に広がる原生花園。スズラン、クロユリ、ハマナスなどが咲く。
晩成原生花園（広尾郡大樹町）
海岸湖、ホロカヤントーの近くに分布する。ハマナス、ハナショウブ、ガンコウランなど。晩成温泉が湧出し、観光拠点となる。晩成海岸原生花園、晩成温泉原生花園とも。

### 北海道以外の原生花園
世界谷地原生花園（宮城県栗原市）栗駒国定公園・三迫川